# Grosphus darainensis
Espèce
Grosphus darainensis est une espèce de scorpions de la famille des Buthidae.

## Distribution
Cette espèce est endémique de la région de Sava à Madagascar. Elle se rencontre vers Daraina.

## Description
Le mâle holotype mesure 49,5 mm.

## Étymologie
Son nom d'espèce, composé de darain[a] et du suffixe latin -ensis, « qui vit dans, qui habite », lui a été donné en référence au lieu de sa découverte, Daraina.

## Publication originale
- Lourenço, Goodman & Ramilijaona, 2004 : « Three new species of Grosphus Simon from Madagascar (Scorpiones, Buthidae). » Revista Ibérica de Aracnología, no 9, p. 225-234 (texte intégral).